# Ley de Minería de Honduras (1999)
La Ley de Minería de Honduras fue emitida por el Congreso Nacional de Honduras mediante Decreto n.º 292-98 y publicado en el Diario oficial La Gaceta, n.º 28785 de fecha 6 de febrero de 1999.
La finalidad es la explotación de los recursos minerales encontrados en diferentes yacimientos del territorio hondureño y clasificados de la siguiente forma: 1. Metálicos. 2. No metálicos; y, 3. Gemas o piedras preciosas.

## Títulos de la minería
La Ley de Minería está compuesta por 13 Títulos:
1. - Disposiciones generales.
2. - De los recursos minerales.
3. - Actividades mineras.
4. - De los derechos comunes de los titulares de concesiones.
5. - De las obligaciones de los titulares de concesiones.
6. - De los procedimientos de concesiones mineras y beneficios.
7. - Del régimen tributario.
8. - Del régimen de estabilidad tributaria.
9. - De la regulación ambiental.
10. - Del bienestar y seguridad laboral
11. - De la autoridad Minera.
12. - Disposiciones finales.
13. - Disposiciones transitorias

### Nueva ley de minería
En el mes de enero de 2013, el Congreso Nacional de Honduras aprobó una Nueva Ley General de Minería, a su vez se creó el Instituto de Geología y Minas el cual sustituye a la Dirección Ejecutiva de Fomento de la Minería en Honduras (DEFOMIN). El Instituto de Geología Minas, será ahora dependencia de la Secretaría de la Presidencia y no de la Secretaría de Recursos Naturales y Ambiente de Honduras; el instituto tendrá las siguientes unidades operativas: El Registro Minero y Catastral, Laboratorios de Investigación, Minas y Geología, Fiscalización Minera, Ambiente y Seguridad y Desarrollo Social.